# ジューシールーシー

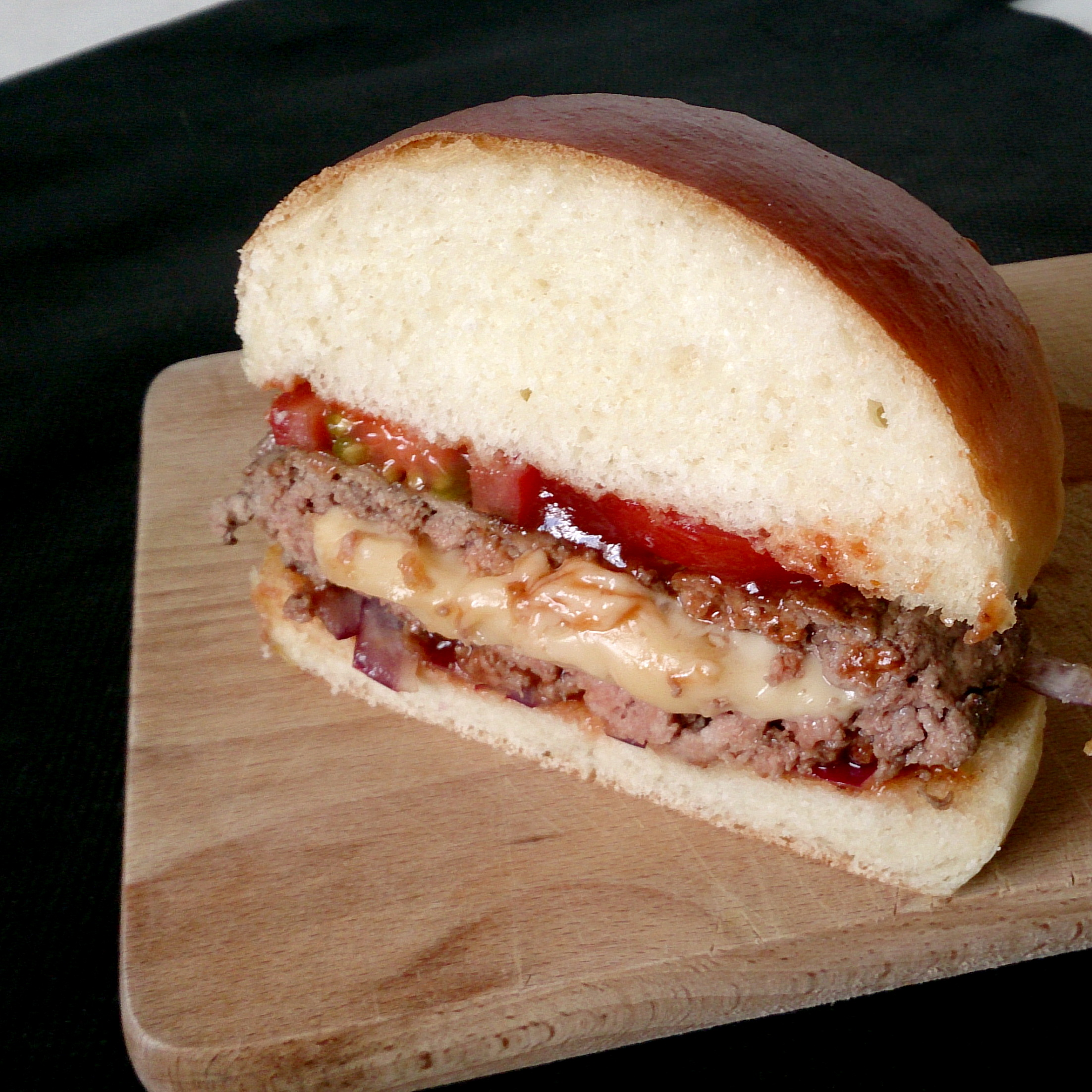
ジューシールーシーの断面

ジューシールーシー（Jucy LucyまたはJuicy Lucy）は、ミートパティの上ではなく中にチーズが入っているチーズバーガーである。
チーズは生の挽肉に包まれ、中のチーズが溶けるまで焼かれる。熱いチーズは最初の一口で流れ出すため、店員が客に冷ましてから食べるように言うこともある。
ミネアポリス南部の同じ通りにある、Matt's Barと5-8 Clubという2つのバーがこの料理を発明したと主張している。両方の店ではスペリングが異なる。5-8 Clubのスタッフが着るシャツには"if it's spelled right, it's done right"と書かれ、Matt's Barのシャツには "if it's spelled correctly, you're at the wrong place."と書かれている。

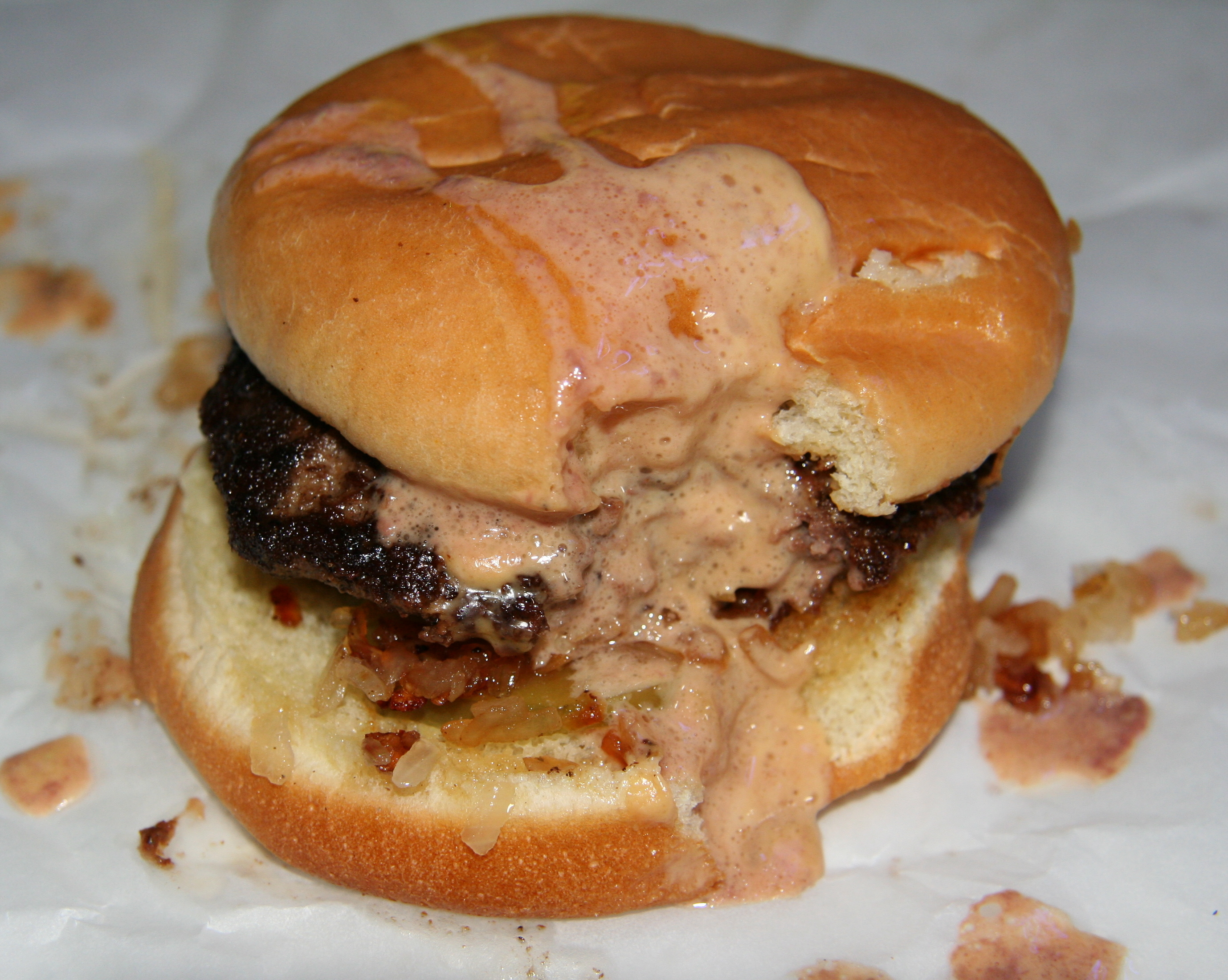
Matt's Barのジューシールーシー
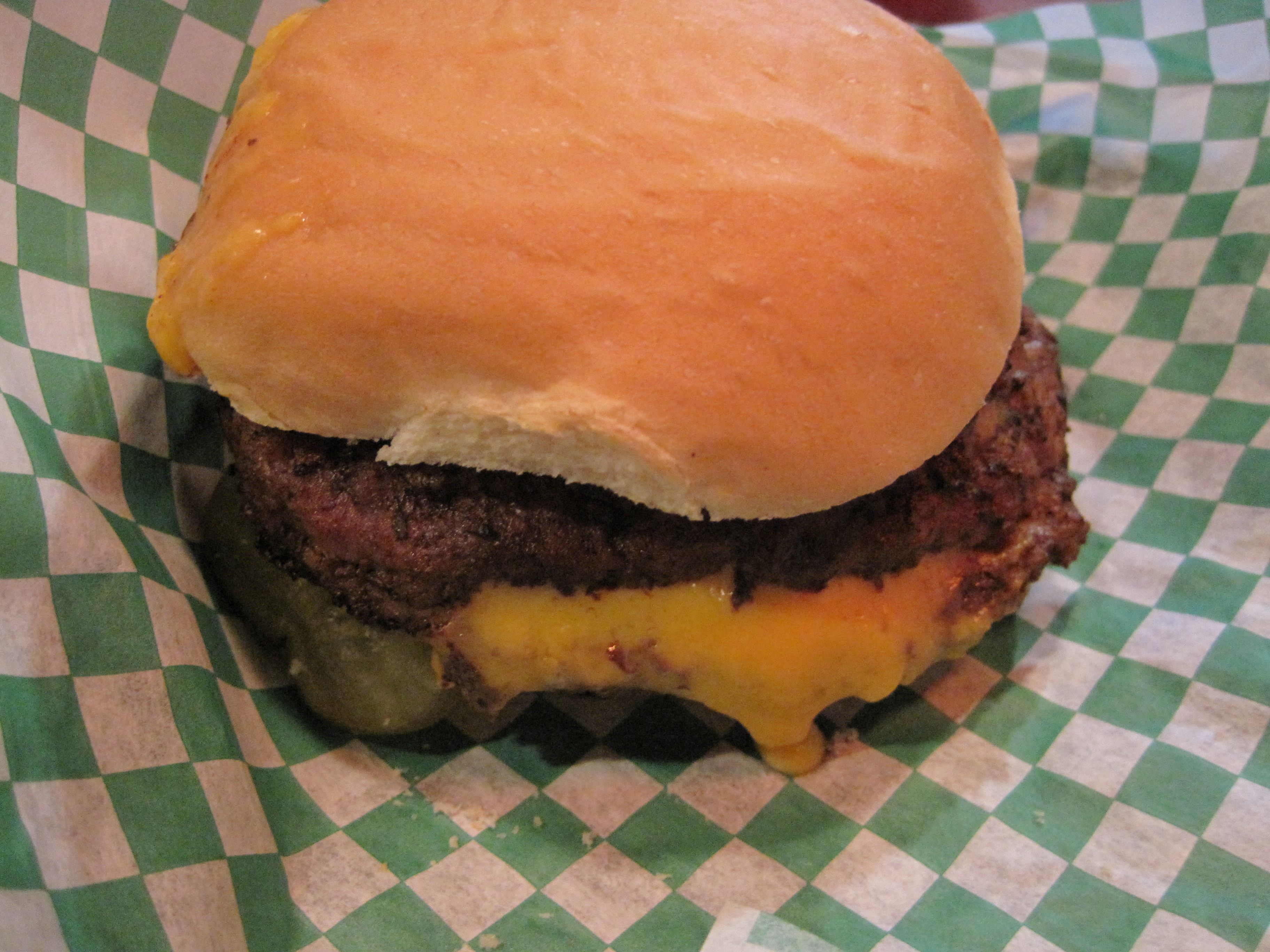
5-8 Clubのジューシールーシー

## 参考書籍
- Edge, John T. (2005). Hamburgers & fries : an American story. G.P. Putnam's Sons. ISBN 0-399-15274-1
- Cook's Country magazine, July 2007 issue
- Moskowitz Grumdahl, Dara (1998年8月12日). “A tribe called Lucy”.   City Pages. 2009年10月30日閲覧。